# INNOVATiON
「iNNOVATiON」（イノベイション）はavex traxから2007年10月17日に発売されたTRF29枚目のシングル

## 解説
TBSテレビ系「2時っチャオ!」エンディング・テーマ。FOXテレビ「アメリカン・ダンスアイドル」エンディング・テーマ。「FOXジャパンダンス・アイドル」課題曲。「CS GyaO」ガイド・エンディング・テーマに起用された。CD+DVDとCDのみの2形態で発売されており、ジャケットも異なる。ミュージック・ビデオはドバイで撮影された。本作のTV出演の際には、メンバーのETSUが持病を患い残りの4人で出演することが殆んどであった。その影響を受け開催予定のライブツアーも延期されている。

## 収録曲
1. iNNOVATiON
作詞：川原京　作曲・編曲：原一博/VOCAL ARRANGEMENT：YU-KI
2. one love ～Sun on the moon～
作詞：川原京　作曲・編曲：田中隼人(agehasprings)
3. iNNOVATiON -Back Track-
4. one love 〜Sun on the moon〜 -Back Track-

### DVD
1. iNNOVATiON -Music Clip-

## 収録アルバム
iNNOVATiON
- 『GRAVITY』
- 『TRF 20TH Anniversary COMPLETE SINGLE BEST』

one love 〜Sun on the moon〜
- 『GRAVITY』